# Alliance pour le progrès
L'Alliance pour le progrès est créée en 1961 par le président des États-Unis John Fitzgerald Kennedy pour renforcer la coopération entre l'Amérique du Nord et l'Amérique du Sud. Ce mécanisme d'aide économique, adopté dans le cadre de l'Organisation des États américains a alors pour objectif de dynamiser le développement économique et social de l'Amérique latine, mais il est en arrière-plan une pièce importante dans la stratégie d'endiguement de la montée des mouvements sociaux décrite comme une menace communiste croissante et que les États-Unis ressentent depuis la prise de pouvoir de Fidel Castro à Cuba, en 1959.
Elle vient se placer dans une série de tentatives à l'échelle du continent américain visant une plus grande proximité de destin entre pays du Nord du Sud, telle que reflétée dans la doctrine dite du panaméricanisme. L'organisation permet aux industries et aux capitaux en provenance des États-Unis de trouver des débouchés sur les marchés latino-américains et de promouvoir les intérêts économiques des États-Unis sur le continent dans une perspective de développement conjoint.
Les objectifs de l'Alliance sont formulés dans le cadre de la doctrine Kennedy qui précisent la politique des États-Unis à l'égard du continent pendant les années 1960. Si les transferts de flux financiers sont au départ conditionnés à la démocratisation des régimes bénéficiaires, le soutien économique apporté à des régimes dictatoriaux tels qu'ils se mettent en place au Brésil, au Honduras ou encore en République dominicaine conduit à une invalidation de facto des objectifs idéologiques fondateurs de l'Alliance. Elles n'ont pas les résultats escomptés de développement économique et de progrès démocratique et, progressivement réduite, elles sont définitivement abandonnées par le président Nixon, en 1973.

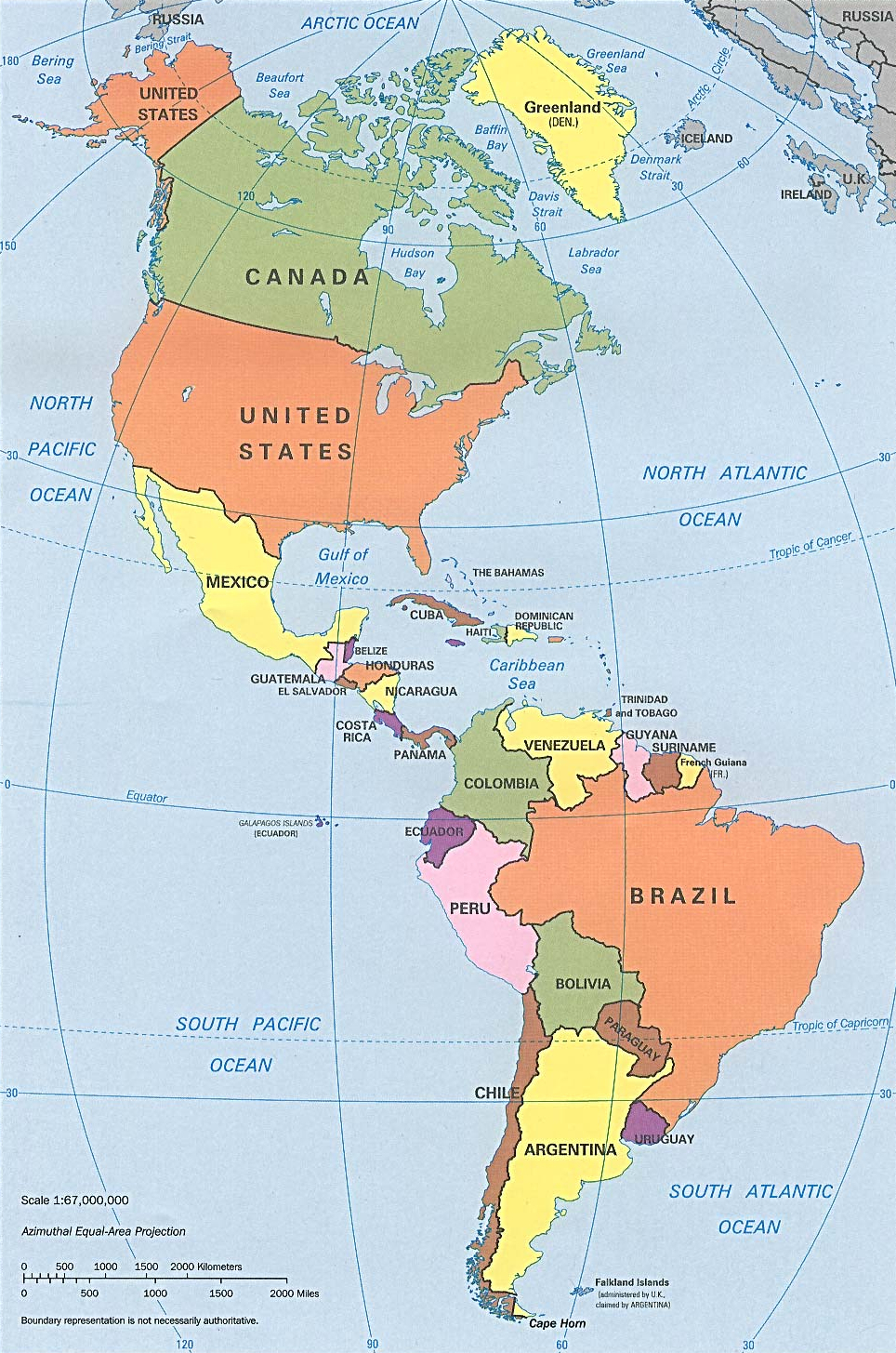
Carte politique du continent américain - Source CIA.

## Origine et objectifs

### Contexte
Depuis la décolonisation du subcontinent latino-américain et la tentative unificatrice de Simón Bolívar, suivie de la formulation de la doctrine de Monroe dans les années 1820-1830, le continent peu à peu recherche les moyens d'œuvrer à un développement commun. Mais ce n'est qu'avec la création de l'Organisation des États américains en avril 1948, que les États-Unis réellement systématisent leur politique vis-à-vis des États du Sud. 
La politique menée ensuite par les administrations successives républicaines ne permettent aucun progrès en matière de développement économique concerté. Ainsi à la Conférence inter-américaine de Caracas en 1954, John Foster Dulles, alors Secrétaire d'État du président Eisenhower, répond « Trade, no aid! », aux demandes d'intervention publique. C'est la démarche du président brésilien Juscelino Kubitschek qui lance l'idée d'une collaboration économique inter-américaine, Operación Panamericana et l'expose dans un mémoire transmis le 9 août 1958 à vingt-et-un gouvernements, provoquant la réunion du « comité des 21 » à Washington en novembre 1958.

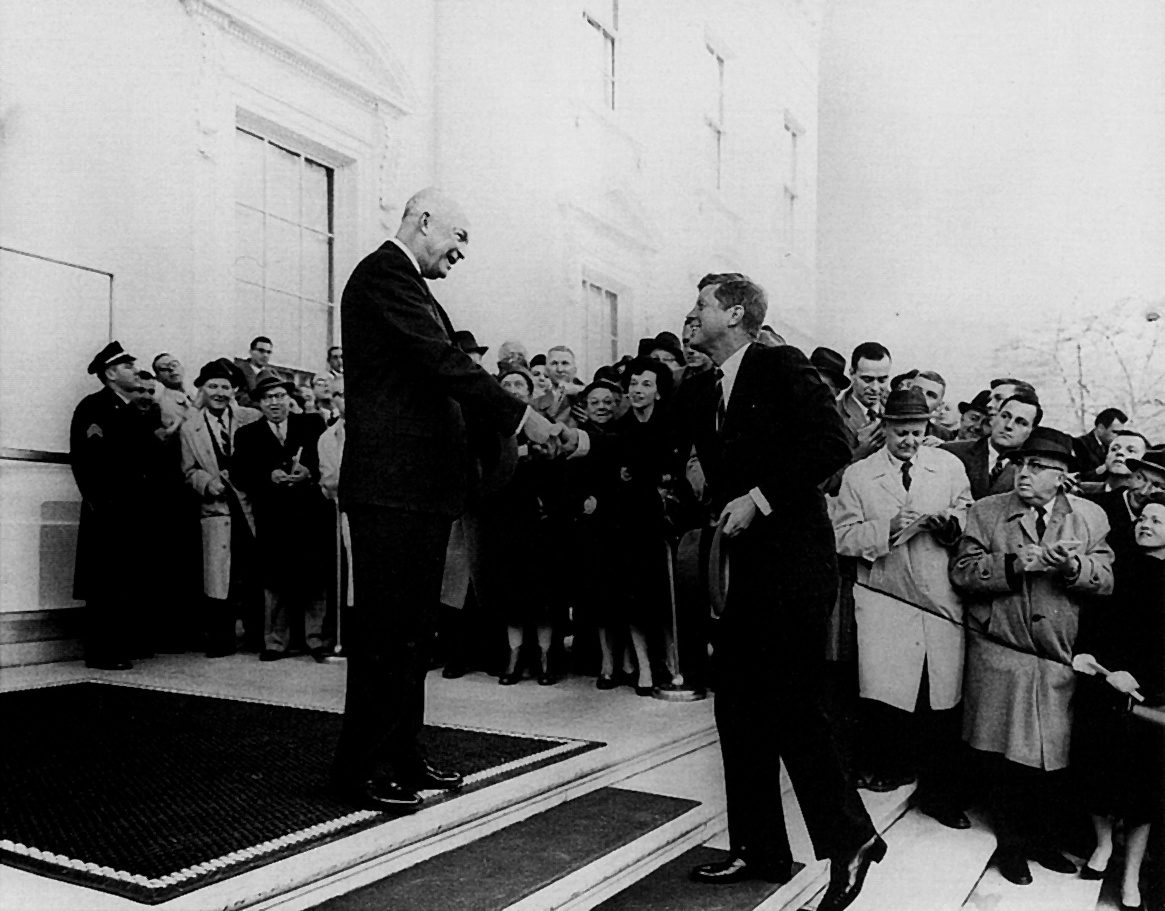
Kennedy serre la main de Dwight Eisenhower après sa nomination le 20 janvier 1961.

Tout d'abord réticent, mais prenant en considération la menace que représentent la révolution réussie de Cuba en 1959, Washington prend à son tour l'initiative. Ainsi, en 1959, est créée la Banque inter-américaine de développement (B.I.D.) au capital d'un milliard de dollars dont 450 millions souscrits par les États-Unis - puis négocié l'acte de Bogotá, programme d'amélioration sociale, plus que de développement économique, en 1960. Le Marché commun centraméricain est aussi créé la même année. 
Mais, c'est avec le président John F. Kennedy nouvellement élu, que la politique des États-Unis évolue profondément en mettant l'accent sur le développement économique, comme le Foreign Assistance Act de septembre 1961 qui réorganise les programmes d'assistance, nés avec le Plan Marshall, en les distinguant totalement de l'aide militaire. En novembre 1961, le Président Kennedy crée l'agence des États-Unis pour le développement international (USAID).

### But de l'alliance

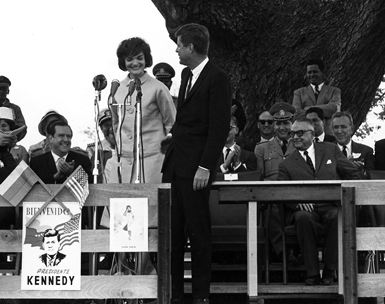
Kennedy reçu par le président du Venezuela Betancourt le 16 décembre 1961, dans le cadre de sa tournée en Amérique latine et du lancement de l'Alliance pour le progrès.

Le 13 mars 1961, s'adressant aux diplomates d'Amérique du Sud et à des membres du Congrès, le président Kennedy, dans le droit fil de sa rhétorique, propose un plan à dix ans pour l'Amérique latine :

« …nous proposons de mener à terme la révolution des Amériques, afin de construire un hémisphère où tous les hommes peuvent espérer un niveau de vie décent dans la dignité et la liberté. Pour atteindre cet objectif, la liberté politique doit accompagner le progrès matériel… Transformons une fois encore le continent américain en un vaste creuset d'efforts et d'idées révolutionnaires, un hommage au pouvoir des énergies créatrices des hommes et des femmes libres, un exemple donné au monde que liberté et progrès marchent de conserve. Réveillons une fois encore notre révolution américaine pour qu'elle guide partout la lutte des peuples - non par la force de l'impérialisme ou la crainte mais par la voie du courage, de la liberté et de l'espoir en l'avenir de l'humanité. »

L'outil de cette vision politique va être l'Alliance pour le progrès dont il a dessiné les contours dans son discours d'investiture, le 20 janvier 1961 :

« J'appelle donc tous les peuples de cet hémisphère à rejoindre une nouvelle Alliance pour le Progrès – Alianza para Progresso –, un vaste effort coopératif, sans pareil quant à son ambition et à la noblesse de son propos, afin de satisfaire les besoins élémentaires de tous les peuples d'Amérique, en matière de logement, de travail et de terre, de santé et d'éducation – techo, trabajo y tierra, salud y escuela. »

Dans ce discours, Kennedy réaffirme par ailleurs l'engagement des États-Unis à participer à la défense de toute Nation dont l'indépendance serait menacée [ce qui vise le danger d'insurrection ou d'intervention communiste extérieure] et promet d'augmenter les programmes d'aide alimentaire et de soutien économique pour les pays.
La montée en puissance des mouvements sociaux en Amérique latine, telle qu'elle peut s'exprimer à Cuba en 1959, en Bolivie en 1952 ou encore en Amérique centrale, fait craindre aux États-Unis un ébranlement de l'équilibre économique continental dans une direction contraire aux intérêts économiques du pays. Face à la création de l'Alliance perçue comme une offensive institutionnelle des intérêts financiers des États-Unis, Ernesto Che Guevara, ministre de l'Economie de Cuba, préconise ainsi dans son discours au Conseil interaméricain économique et social « la nationalisation de toutes les entreprises étrangères s'occupant d'agriculture et de commercialisation de produits agricoles en Amérique latine ».

### Objectifs détaillés
Le programme est paraphé le 17 août 1961 à la conférence inter-américaine de l'Organisation des États américains (l'OEA) réunie à Punta del Este en Uruguay par tous les États membres, à l'exception de Cuba. 
Les principaux objectifs en sont : 
- une croissance annuelle de 2,5 % du revenu par tête[6],
- l'établissement de gouvernements démocratiques,
- l'élimination de l'illettrisme des adultes en 1970,
- la stabilité des prix, évitant inflation comme déflation,
- une distribution plus équitable des revenus, une réforme agraire et la planification économique et sociale[7].

Le plan repose sur trois éléments factuels :
Premièrement, les pays doivent s'engager sur des investissements de quatre-vingts milliards de dollars sur dix ans. Les États-Unis promettent de fournir ou garantir vingt milliards de dollars.
Deuxièmement, les délégués latino-américains sont requis de fournir un plan complet de développement par pays. Ces plans doivent être soumis pour approbation à un comité d'experts inter-Américains.
Troisièmement, la fiscalité doit être modifiée afin d'exiger « plus de ceux qui ont le plus » et une réforme agraire doit être lancée.

## Évolution de l’aide des États-Unis à l’Amérique latine pendant les années 1960

### Circuit financier
Du fait de ce programme, l'assistance économique à l'Amérique latine triple pratiquement entre 1960 et 1961. Toutefois, entre août 1961 et 1962,l 'Alliance ne reçoit que 225 millions de dollars, en plus d'une conjoncture commerciale internationale défavorable (baisse des prix des matières premières ; fuite des capitaux étrangers ; utilisation des crédits de l'Alliance pour rembourser des prêts plutôt que pour réaliser des investissements). En octobre 1962, lors de la réunion du conseil de l'OEA à Mexico, il est mis en évidence que le revenu per capita des pays bénéficiaires de l'aide n'a crû que de 1% par an. Entre 1962 et 1967, les États-Unis fournissent 1,4 milliard de dollars par an au continent sud-américain. En comptant les investissements nouveaux, l'aide atteignit 3,3 milliards de dollars par an. 
À la fin des années 1960, l'aide économique pour l'Amérique latine se réduit considérablement, en particulier à la suite de l'élection de Richard Nixon.
Les chercheurs L. Ronald Scheman et Tony Smith ont ultérieurement calculé que le montant total des aides atteignit 22,3 milliards de $. Mais, ce total n'est pas net des transferts de ressources et de développement : les pays devant toujours assurer le service de leur dette vis-à-vis des États-Unis et des autres pays développés. De plus, les profits réalisés sont retournés aux États-Unis, pour un montant fréquemment plus élevé que les nouveaux investissements.
En mars 1969, l'ambassadeur des États-Unis à l'OEA, William T. Denzer, explique devant la commission des affaires étrangères de la chambre des représentants :

« Quand vous observez les flux nets de capitaux et leurs effets économiques, et après avoir rendu hommage aux Américains pour avoir augmenté leur soutien aux pays d'Amérique du Sud, on peut se rendre compte qu'en fait, peu d'argent a été injecté en Amérique latine." »

### Action commerciale offensive
La charte de l'Alliance comprend une clause recommandée par les hommes politiques américains qui engagent les États latino-américains à promouvoir « des conditions qui encourageraient le flux de capitaux étrangers » dans la région.
Les industriels américains conduisent un intense lobbying au Congrès afin d'amender le Foreign Assistance Act de 1961 pour s'assurer que l'aide américaine ne profite à aucun fournisseur étranger, potentiellement concurrent, « à moins que les pays intéressés acceptent de limiter leurs exportations vers les États-Unis à moins de 20 % de leur production ». 
De plus, ils obtiennent que tous les achats d'équipements industriels et de véhicules, réalisés grâce à cette aide, reviennent aux États-Unis. Une étude de 1967 de l'AID montre que 90 pour cent de tous les achats courants vont à des compagnies américaines.

### Versant militaire

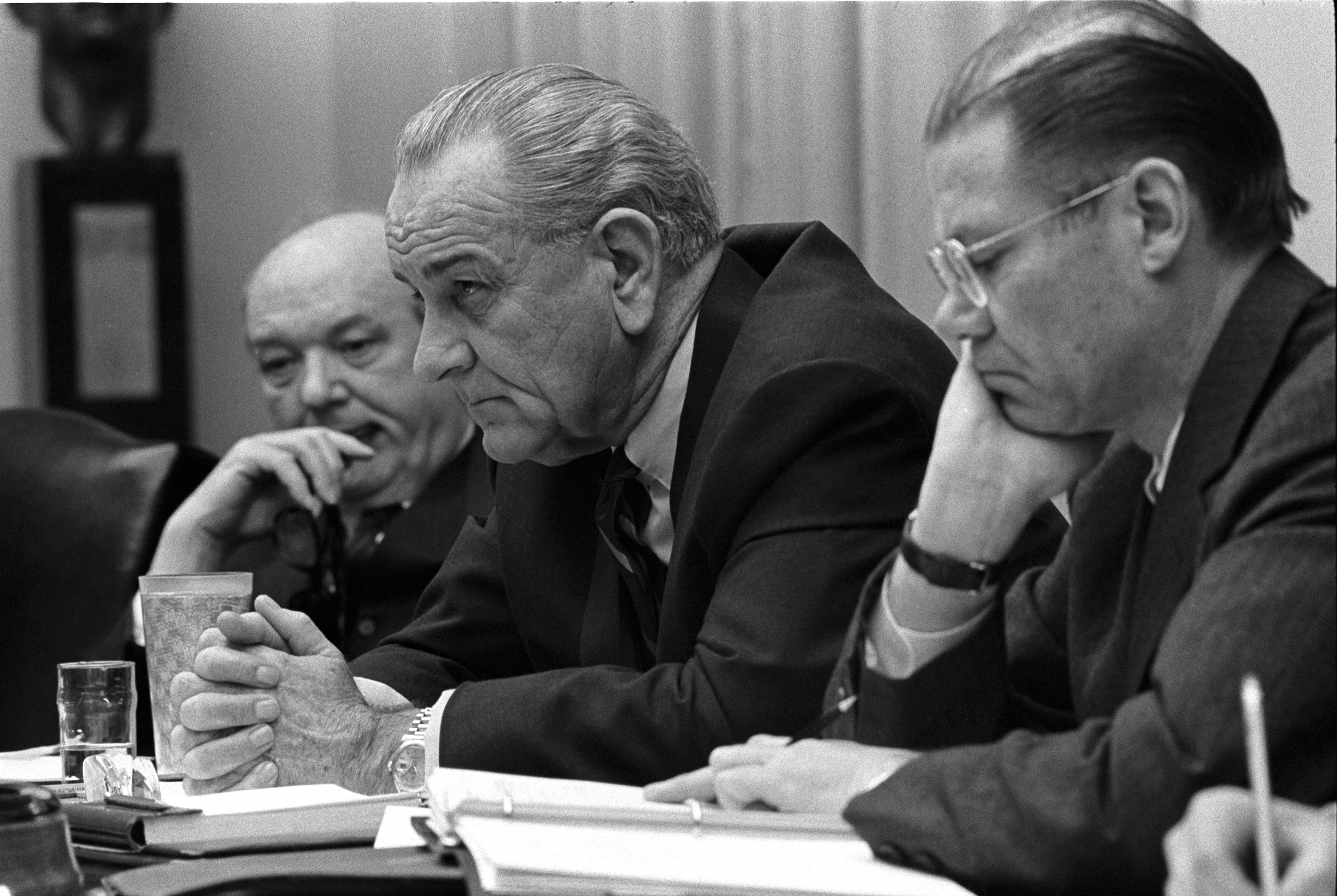
Dean Rusk, Lyndon B. Johnson et Robert McNamara, février 1968.

Durant la présidence de Kennedy, entre 1961 et 1963, les États-Unis suspendent l'aide économique et/ou rompent leurs relations diplomatiques avec plusieurs pays qui connaissent un régime dictatorial, comme l'Argentine, la République dominicaine, l'Équateur, le Guatemala, le Honduras, et le Pérou. Mais, ces suspensions ne sont appliquées que temporairement, pour des périodes allant de trois à six mois. Toutefois les deux dernières ruptures qui ont lieu en 1963 -en septembre en République dominicaine et en octobre au Honduras- sont abrogées par le président Johnson dans les semaines ou dans les mois qui suivent l'assassinat du président Kennedy.
Dès 1964, pendant le mandat de Lyndon Johnson, le programme de discrimination contre les régimes dictatoriaux est interrompu. En mars 1964, les États-Unis approuvent un coup d'État militaire au Brésil pour renverser le président élu, Joao Goulart, et se tiennent prêt à intervenir en cas de besoin dans le cadre de l'opération Brother Sam. 
En 1965, les États-Unis déploient 24 000 soldats en République dominicaine pour interrompre un potentiel virage à gauche du pays avec l'opération Power Pack.
Ainsi, l'Alliance pour le Progrès inclut de nombreux programmes d'assistance militaire et policière afin de contrer toute prétendue subversion communiste, comme le plan LAZO en Colombie.

## Succès et échecs de l’Alliance

### Résultats économiques limités
La croissance économique régionale dans les années 1960 est de 2,4 %, pratiquement au niveau de l'objectif de 2,5 % que s'est assigné l'Alliance.
Contrastant avec les 2,1 % des années 1950, le taux de croissance du PNB en Amérique latine atteint 2,7 % à la fin des années 1960 et grimpe à 3,8 % entre 1970 et 1974. Au total, sept pays réalisent ces 2,5 %, douze nations n'y parviennent pas, et Haïti et Uruguay connaissent une réduction de leur PNB.
L'analphabétisme n'est pas éliminé, mais cependant considérablement réduit. Dans quelques pays, le nombre de personnes inscrites à l'université double et même triple. L'accès à l'enseignement secondaire montre aussi une réelle augmentation.[réf. nécessaire]
Hôpitaux et cliniques se multiplient, mais l'amélioration de la situation sanitaire générale est freinée par la croissance démographique. 
Sur les quinze millions de familles de paysans, seul un million d'entre elles tirent parti de la réforme agraire, du fait de la résistance des élites traditionnelles.
Des lois sur le salaire minimum sont introduites mais le minimum fixé, comme, au Nicaragua, est si bas que cela n'a que peu d'effet sur la condition des travailleurs. Dans d'autres pays, comme au Salvador, cela encourage au contraire la substitution capital-travail.
Le chercheur David Horowitz relève que « des 1 500 millions de dollars déboursés au cours des deux premières années de l'alliance, 600 millions avaient été alloués sous la forme de prêts émanant de la Banque Export-Import, c'est-à-dire  de prêts permettant d'acheter de produits américains. Le président Lyndon B. Johnson se monta rassurant envers des représentants du grand patronat américains quant aux intentions de son gouvernement : « Nous devons (...) tout faire pour que le climat en Amérique latine soit favorable aux investissements. » En 1965, les États-Unis envahissent la République dominicaine, dont le gouvernement envisageait une réforme agraire.

### Échec politique
En Amérique latine durant les années 1960, treize gouvernements constitutionnels sont remplacés par des dictatures militaires. D'après certains auteurs, comme Peter Smith, c'est le principal échec de l'Alliance : « L'échec le plus flagrant de l'Alliance fut dans le domaine politique. Au lieu de promouvoir la démocratie, et de consolider les lois civiles réformistes, les années 1960 furent le témoin d'une rafale de coups d'État dans toute la région. »  L'Alliance est lancée en 1961 ; une douzaine d'années plus tard, la région est dominée par des hommes en uniforme comme ce n'a pas été le cas depuis la Grande Dépression qui avait généré de nombreux coups d'État dans tout le continent.
D'après Philip Agee, ancien agent de la CIA devenu très critique de la politique américaine en Amérique latine, l'Alliance pour le progrès représente un exemple « de valve de sécurité pour l'injustice et l'exploitation capitaliste (...), ce que la classe dominante accepte de céder en termes de redistribution quand un danger menace le système dans son ensemble. (...) Quand l'urgence et le danger diminuent, alors la pression sur la valve de sécurité décline et les forces naturelles de l'accumulation reprennent le dessus, effaçant bientôt les gains relatifs que les exploités avaient pu obtenir à travers la réforme. »

### Rapport Rockefeller

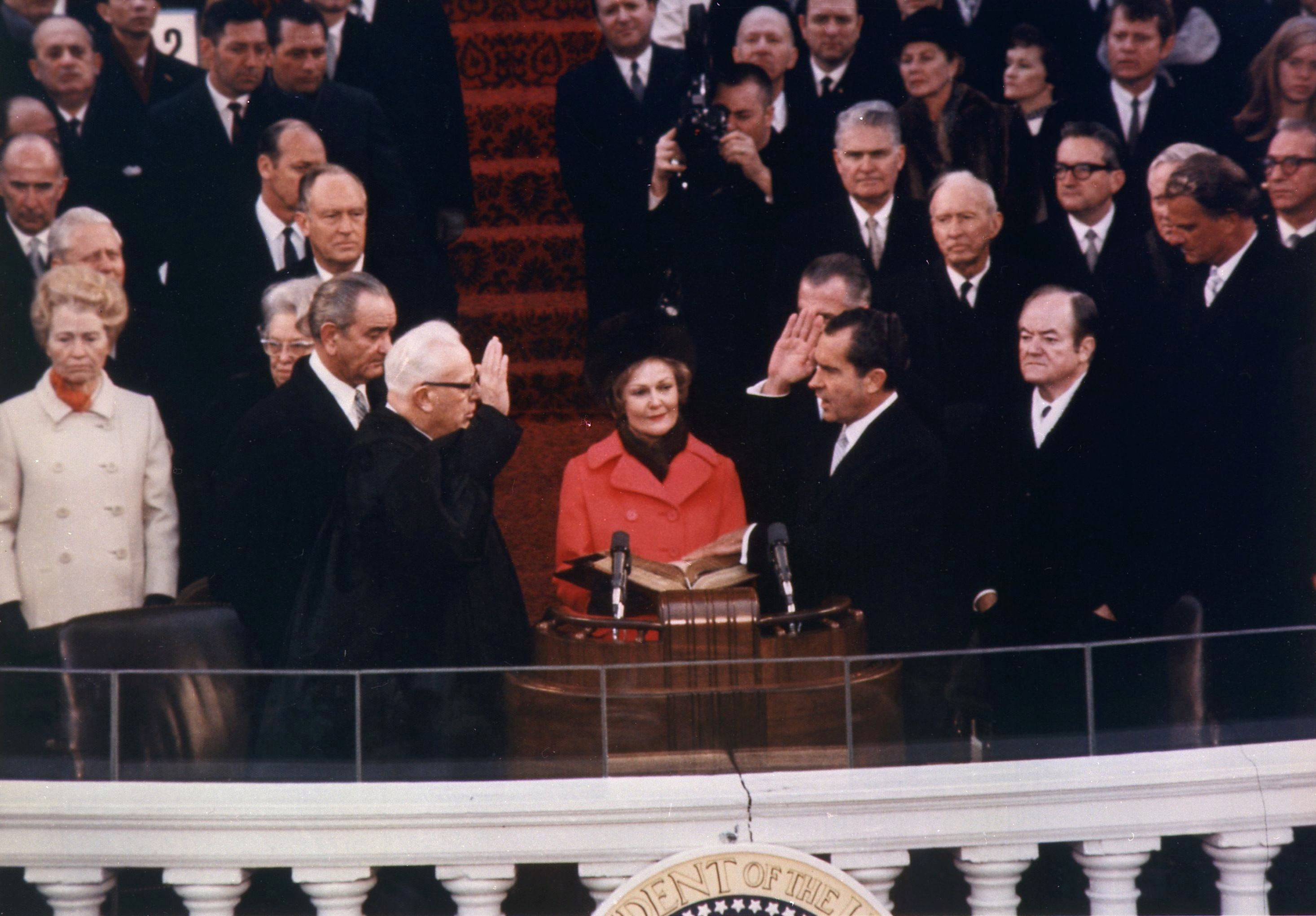
Richard Nixon prête serment le 20 janvier 1969.

En raison d'un sentiment général d'échec de l'Alliance, peu après avoir été élu, le président Richard Nixon ordonne le 17 février 1969 une enquête officielle afin de cerner la situation réelle du continent sud-américain. Nixon désigne son rival politique le plus puissant, le gouverneur républicain de l'État de New York, Nelson Rockefeller pour diriger l'étude. 
Les relations exécrables entre les deux politiciens suggérent que Nixon n'est pas très intéressé par cette enquête. Cela correspond à une chute globale de l'intérêt manifesté aux États-Unis pour cette région au début des années 1970.
Début 1969, Rockefeller et ses conseillers se rendent à quatre reprises en Amérique latine. la plupart de ces visites créent un réel embarras. Rockefeller écrit dans la préface à son rapport que :

« Il y a une frustration générale devant l'incapacité à élever plus rapidement le niveau de vie. Les États-Unis, parce qu'ils sont identifiés à l'échec de l'Alliance dans ce domaine, sont blâmés. Les populations des pays concernés utilisèrent nos visites pour manifester leur frustrations devant les échecs de leurs propres gouvernements à satisfaire leurs besoins… des manifestations, qui débutèrent par l'expression de leur déception, furent récupérées et exacerbées par des éléments subversifs anti-US qui cherchaient ainsi à affaiblir les États-Unis, et leurs propres gouvernements. »

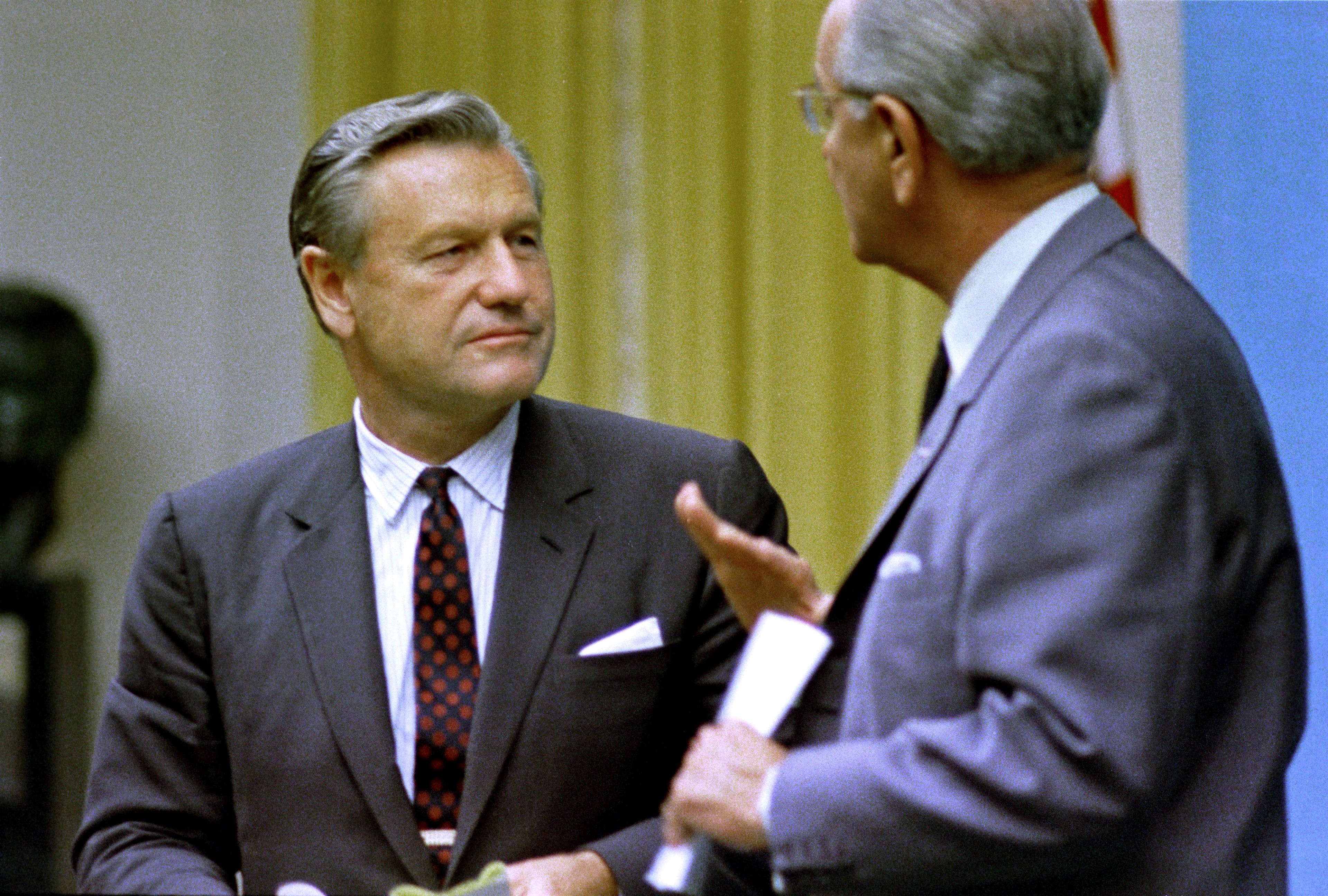
Nelson Rockefeller et le président Lyndon Johnson, le 6 octobre 1968.

Dans sa partie principale, le rapport Rockefeller préconise une réduction de l'engagement des États-Unis, « nous, aux États-Unis, ne pouvons déterminer les structures politiques internes d'aucune autre nation ». 
Parce que les États-Unis ne peuvent, ou ne veulent, faire beaucoup pour changer l'atmosphère politique dans les autres pays, il n'y a pas de raison de tenter d'utiliser l'aide économique à des fins politiques. C'est la justification de la réduction de l'aide économique à l'Amérique latine. Le rapport Rockefeller propose de maintenir une part de l'aide mais d'en sérieusement réorienter la plus grande partie.

### Fin de l’Alliance
L'Alliance pour le Progrès rencontre un succès public de courte durée et a un impact économique réel mais limité.  Mais au début des années 1970, le programme est largement ressenti comme un échec.
Les trois principales raisons mises en avant sont que :
- les pays d'Amérique latine à l'époque ne sont pas désireux de lancer les réformes nécessaires, particulièrement les réformes agraires ;
- les Présidents américains succédant à Kennedy soutiennent le programme de manière moins forte ;
- le montant des capitaux investis sont insuffisant pour un hémisphère entier, vingt milliards de dollars ne représentent que dix dollars par habitant[7].

En 1973, l'Organisation des États américains prononce la dissolution du comité permanent créé pour mettre en œuvre le programme.